# Pierre du Faur de Saint-Jory
Pour les articles homonymes, voir Faur, Dufaur et Saint-Jory.
Pierre du Faur de Saint-Jory, né vers 1532 et mort en 1600 à Toulouse, est un juriste français. Appartenant à la famille du Faur, importante famille de parlementaires toulousains au XVIe siècle, il est lui-même conseiller, puis premier président au parlement de Toulouse, mais également chancelier de l'infante du Portugal. Comme son cousin, Guy du Faur de Pibrac, il s'essaie également à la poésie et il est chancelier des Jeux floraux.

## Biographie
Pierre du Faur naît entre 1532 et 1540. Il est le fils aîné de Michel du Faur, issu d'une grande famille de magistrats toulousains, seigneur de Saint-Jory et président au parlement de Toulouse. Sa mère, Éléonore de Bernuy, est la fille de Jean de Bernuy, marchand enrichi dans le pastel, une des plus grandes fortunes de la ville.
Pierre du Faur se consacre à l'étude du droit et il fréquente la faculté de droit de l'université de Toulouse, avant de suivre l'enseignement du Toulousain Jacques Cujas à l'université de Bourges. Quand ses études sont terminées, il revient dans sa ville natale pour travailler au parlement, où il est nommé conseiller, puis maître des requêtes. En 1560, il épouse Charlotte de La Jugie, elle-même issue d'une famille de parlementaires toulousains. 
Pendant les troubles de la Ligue, il se retire à Castelsarrasin. En 1596, après l'édit de Folembray et la soumission de Charles de Mayenne, qui met fin aux dissensions civiles, il est ramené en triomphe à Toulouse et est nommé par Henri IV premier président au parlement.

## Œuvres
- (la) Ad titulum "de Diversis regulis juris antiqui", ex libro Pandectarum imperatoris Justiniani quinquagesimo commentarius, ex repetita ejusdem auctoris praelectione plurimis in locis auctus et accurate illustratus, cum indicibus copiosissimis, impr. Denis Duval, Paris, 1585 ;
- (la) Dodecamenon sive de Dei Nomine atque attributis, Liber Singularis. In quo vetustorum Patrum ac Theologorum, Latinorum, Graecorumque loci complures et illustrantur obscuri et mendosi castigantur., impr. Jean Richer, Paris, 1588 ;
- (la) Agonisticon, sive de re athletica ludisque veterum gymnicis, musicis, atque circensibus spicilegiriorum tractatus, tribus libris comprehensi, impr. de Gabiano, Lyon, 1592.